# Plaza España (La Paz)
La Plaza España se encuentra en la ciudad de La Paz, Bolivia, en la zona de Sopocachi, al suroeste de Plaza Abaroa, al noreste del barrio de San Jorge y al sur del barrio de San Pedro. A una altitud de 3.607 m s. n. m..
En centro de la plaza, sobre un pedestal de granito, se levanta la estatua de Miguel de Cervantes Saavedra.
A unos pasos se encuentra el Montículo, un parque mirador y lugar de recreo, desde donde se puede observar el majestuoso Illimani; junto a toda la ciudad.
A una cuadra se encuentra la estación Supu Kachi de la línea amarilla del sistema de transporte Mi Teleférico, entre la
calle Miguel de Cervantes y Saavedra esquina Calle Méndez Arcos.